# Liste des Premiers ministres d'Australie-Occidentale
Cet article liste les Premiers ministres d'Australie-Occidentale.

## Liste
| Premier Ministre   | Parti                        | Prise de fonction | Fin de fonction   |
| ------------------ | ---------------------------- | ----------------- | ----------------- |
| John Forrest       | Indépendant (Parti Forrest)1 | 29 décembre 1890  | 15 février 1901   |
| George Throssell   | Indépendant (Parti Forrest)1 | 15 février 1901   | 27 mai 1901       |
| George Leake       | Opposition1                  | 27 mai 1901       | 21 novembre 1901  |
| Alf Morgans        | Ministerialist1              | 21 novembre 1901  | 23 décembre 1901  |
| George Leake       | Opposition1                  | 23 décembre 1901  | 1er juillet 1902  |
| Walter James       | Libéral1                     | 1er juillet 1902  | 10 août 1904      |
| Henry Daglish      | Travailliste                 | 10 août 1904      | 25 août 1905      |
| Cornthwaite Rason  | Libéral                      | 25 août 1905      | 7 mai 1906        |
| Newton Moore       | Libéral                      | 7 mai 1906        | 16 septembre 1910 |
| Frank Wilson       | Commonwealth Liberal         | 16 septembre 1910 | 7 octobre 1911    |
| John Scaddan       | Travailliste                 | 7 octobre 1911    | 27 juillet 1916   |
| Frank Wilson       | Commonwealth Liberal         | 27 juillet 1916   | 28 juin 1917      |
| Henry Lefroy       | Nationaliste                 | 28 juin 1917      | 17 avril 1919     |
| Hal Colebatch      | Nationaliste                 | 17 avril 1919     | 17 mai 1919       |
| James Mitchell     | Nationaliste                 | 17 mai 1919       | 16 avril 1924     |
| Philip Collier     | Travailliste                 | 16 avril 1924     | 24 avril 1930     |
| James Mitchell     | Nationaliste                 | 24 avril 1930     | 24 avril 1933     |
| Philip Collier     | Travailliste                 | 24 avril 1933     | 20 août 1936      |
| John Willcock      | Travailliste                 | 20 août 1936      | 31 juillet 1945   |
| Frank Wise         | Travailliste                 | 31 juillet 1945   | 1er avril 1947    |
| Ross McLarty       | Libéral                      | 1er avril 1947    | 23 février 1953   |
| Albert Hawke       | Travailliste                 | 23 février 1953   | 2 avril 1959      |
| David Brand        | Libéral                      | 2 avril 1959      | 3 avril 1971      |
| John Tonkin        | Travailliste                 | 3 avril 1971      | 8 avril 1974      |
| Charles Court (en) | Libéral                      | 8 avril 1974      | 25 janvier 1982   |
| Ray O'Connor       | Libéral                      | 25 janvier 1982   | 19 février 1983   |
| Brian Burke        | Travailliste                 | 19 février 1983   | 25 février 1988   |
| Peter Dowding      | Travailliste                 | 25 février 1988   | 12 février 1990   |
| Carmen Lawrence    | Travailliste                 | 12 février 1990   | 16 février 1993   |
| Richard Court      | Libéral                      | 16 février 1993   | 16 février 2001   |
| Geoff Gallop       | Travailliste                 | 16 février 2001   | 25 janvier 2006   |
| Alan Carpenter     | Travailliste                 | 25 janvier 2006   | 23 septembre 2008 |
| Colin Barnett      | Libéral                      | 23 septembre 2008 | 17 mars 2017      |
| Mark McGowan       | Travailliste                 | 17 mars 2017      | 8 juin 2023       |
| Roger Cook         | Travailliste                 | 8 juin 2023       | en fonction       |